# Archaion Kallos

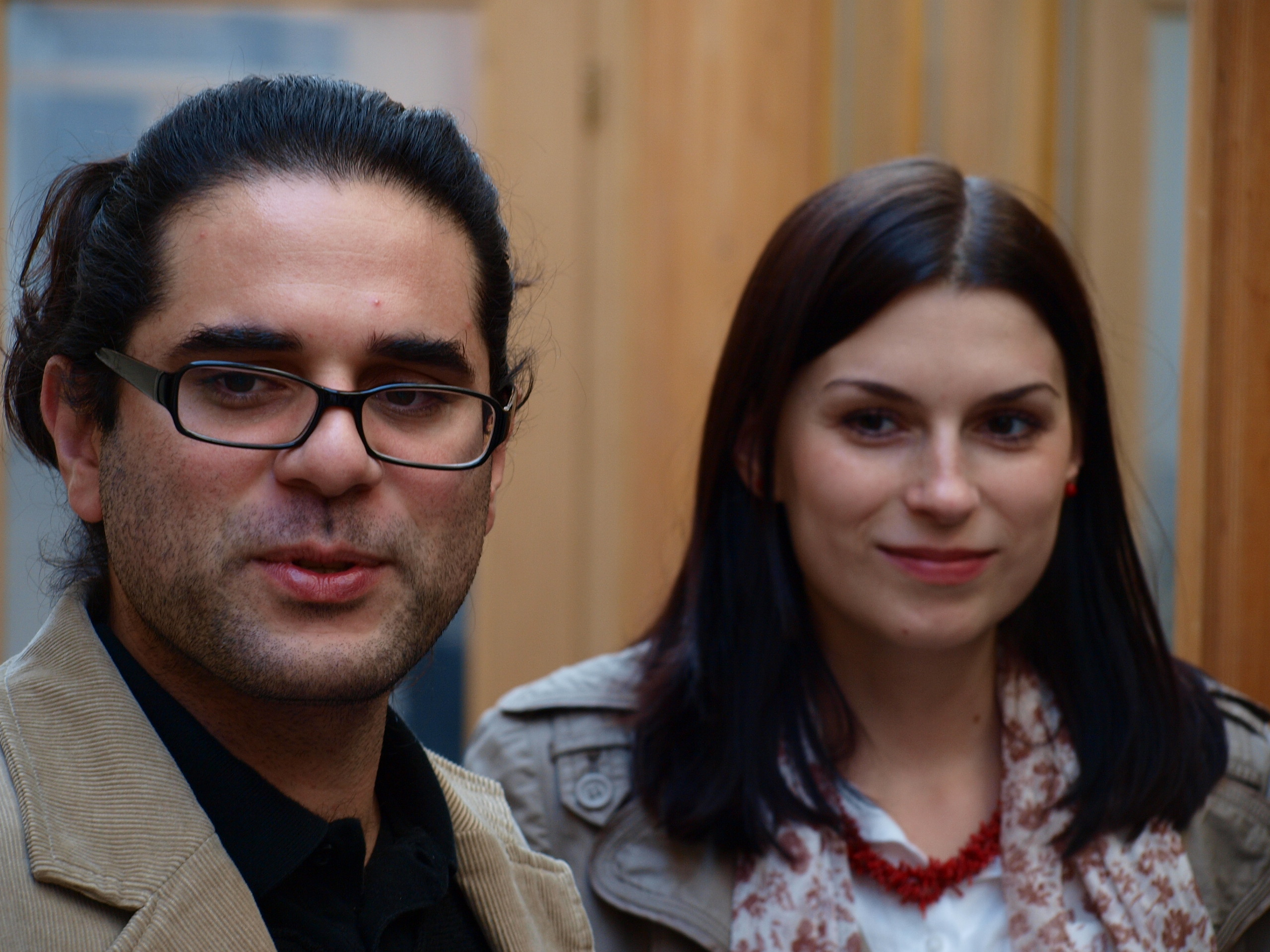
Marios Chrisou s manželkou

Archaion Kallos (řecky starobylá krása) je mezinárodní festival pravoslavné hudby, který se od roku 2010 koná každoročně v chrámu svatých Cyrila a Metroděje v Praze; pořádá ho občanské sdružení Philokallia pod uměleckým vedením dr. Maria Christou. Jeho součástí jsou i různé doprovodné akce, např. přednášky a výstavy.
Jednotlivé ročníky se konaly v těchto termínech:
- 1. ročník – od 19. do 27. října 2010
- 2. ročník – od 18. října do 3. listopadu 2011
- 3. ročník – od 7. do 18. října 2012
- 10. ročník – od 2. do 20. října 2019